# Мантеньо-Гуанкавилька

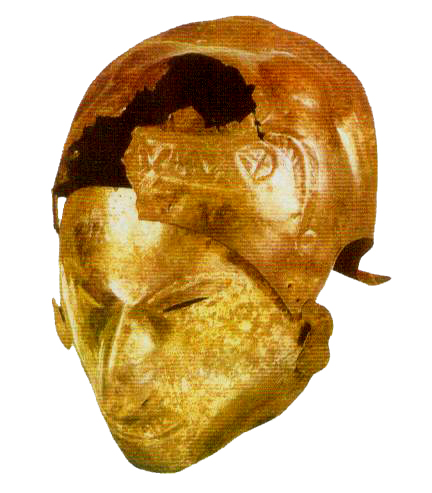
Маска (культура Гуанкавилька)

Культура Мантеньо-Гуанкавилька (исп. Manteño-Guancavilca, Manteño-Huancavilca) — доколумбова цивилизация, существовавшая в VII-XVI вв. на территории современного Эквадора. Располагалась от центрально-южной части провинции Манаби до севера провинции Гуаяс. Латиноамериканские археологи нередко делят её на две отдельные культуры — Мантенья и Гуанкавилька. Термин Мантеньо (исп. Los Manteños) ввёл в обиход Хасинто Хихон-и-Кааманьо. 
Общество Мантенья-Гуанкавилька вело морской образ жизни, торговало драгоценными металлами, раковинами, рыбой и другими морскими продуктами. Их морская торговля играла важную роль в региональной политической системе, на периферии Инкской империи. Они перевозили на больших плотах сосуды чёрного цвета, изготовленные из камня и предназначенные для злаков. Они использовали тяжёлые сферические камни для своих ныряльщиков, которые добывали раковины, прикрепленные к подводным скалам. Обнаружены следы морской торговли между государством Мантеньо-Гуанкавилька и другими странами на тихоокеанском побережье нынешних Перу, Мексики, Панамы и др.
Культура Мантеньо-Гуанкавилька исчезла вскоре после появления испанских завоевателей, в основном по причине занесённых ими болезней, распространению которых способствовал влажный и жаркий климат.